# Suba District
Suba District war ein Distrikt in der Provinz Nyanza in Kenia. Die Distriktshauptstadt war Mbita Point. Der Suba District unterteilte sich in fünf Divisionen: Mbita, Lambwe, Central, Gwassi und Mfangano. Der Bezirk grenzte im Westen an den Victoriasee. Neben den 1055 km² Landfläche gehörten noch 1190 km² Wasserfläche des Victoriasees zum Distrikt. 16 Inseln im Victoriasee fielen ebenfalls dem Suba District zu, die größten waren Rusina Island und Mfangano Island. Im Lambwe Valley in der Central Division befand sich der Ruma-Nationalpark.
Im Rahmen der Verfassung von 2010 wurden die kenianischen Distrikte aufgelöst. Das Gebiet gehört heute zum Homa Bay County.

## Wirtschaft
Mehr als 50 % der Bevölkerung lebten von der Landwirtschaft, 40 % von Fischfang und -zucht. Angebaut wurden unter anderem Baumwolle und Sonnenblumen.

## Gesundheitswesen
Im Suba District gab es 2005 21 Einrichtungen des Gesundheitswesens, davon zwei Krankenhäuser. Auf einen Arzt kamen mehr als 85.000 potentielle Patienten. Hauptsächlich wurden Malaria, Atemwegsinfektionen und Durchfallerkrankungen behandelt. 80 % der Krankenhausbetten waren durchschnittlich mit HIV-positiven Patienten belegt. Die HIV-Prävalenz im Suba District betrug im Jahr 2002 34 %. Die Säuglingssterblichkeit lag 2002 bei 11 %, vor ihrem 5. Geburtstag starben 13 % der Kinder. Das Suba District Hospital verfügte über 50 Betten.

## Bildung
Der Suba District verfügte 2005 über 172 Primary Schools und 12 Secondary Schools.